# Symphurus novemfasciatus
Symphurus novemfasciatus es una especie de pez de la familia Cynoglossidae en el orden de los Pleuronectiformes.

## Distribución geográfica
Se encuentran en la costa de Taiwán.